# كأس السوبر الأوروبي 2008
فاز نادي زينيت سانت بطرسبرغ الروسي الفائز في الدوري الأوروبي على مانشستر يونايتد الانجلينزي بطل دوري أبطال أوروبا في كأس السوبر الأوروبي حيث كانت النتيجة 2-1 للنادي الروسي حيث أن المباراة أقيمت على ملعب لويس الثاني فقد سجل بوغربينياغ 44 الهدف الأول ومن ثم جاء بالثاني داني الفيش غوميز 59 وقلص الفارق فيدتش 73.وقد طرد بول سكولز في الدقيقة الأخيرة عندما ضرب الكرة بيده.

## عن الفريقين
| الفريق             | التأهل                                   | المشاركات السابقة (الخط العريض يدل على سنوات التتويج) |
| ------------------ | ---------------------------------------- | ----------------------------------------------------- |
| مانشستر يونايتد    | الفائز بلقب دوري أبطال أوروبا 2007–08    | 2 (1991، 1999)                                        |
| زينيت سانت بطرسبرغ | الفائز بلقب كأس الاتحاد الأوروبي 2007–08 | 0                                                     |

## المباراة

### التفاصيل
| مانشستر يونايتد | 1–2   | زينيت سانت بطرسبرغ          |
| --------------- | ----- | --------------------------- |
| - فيديتش 73'    | تقرير | - بوغريبنياك 44' - داني 59' |